# 埃里溫省

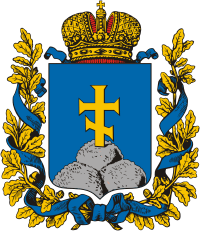

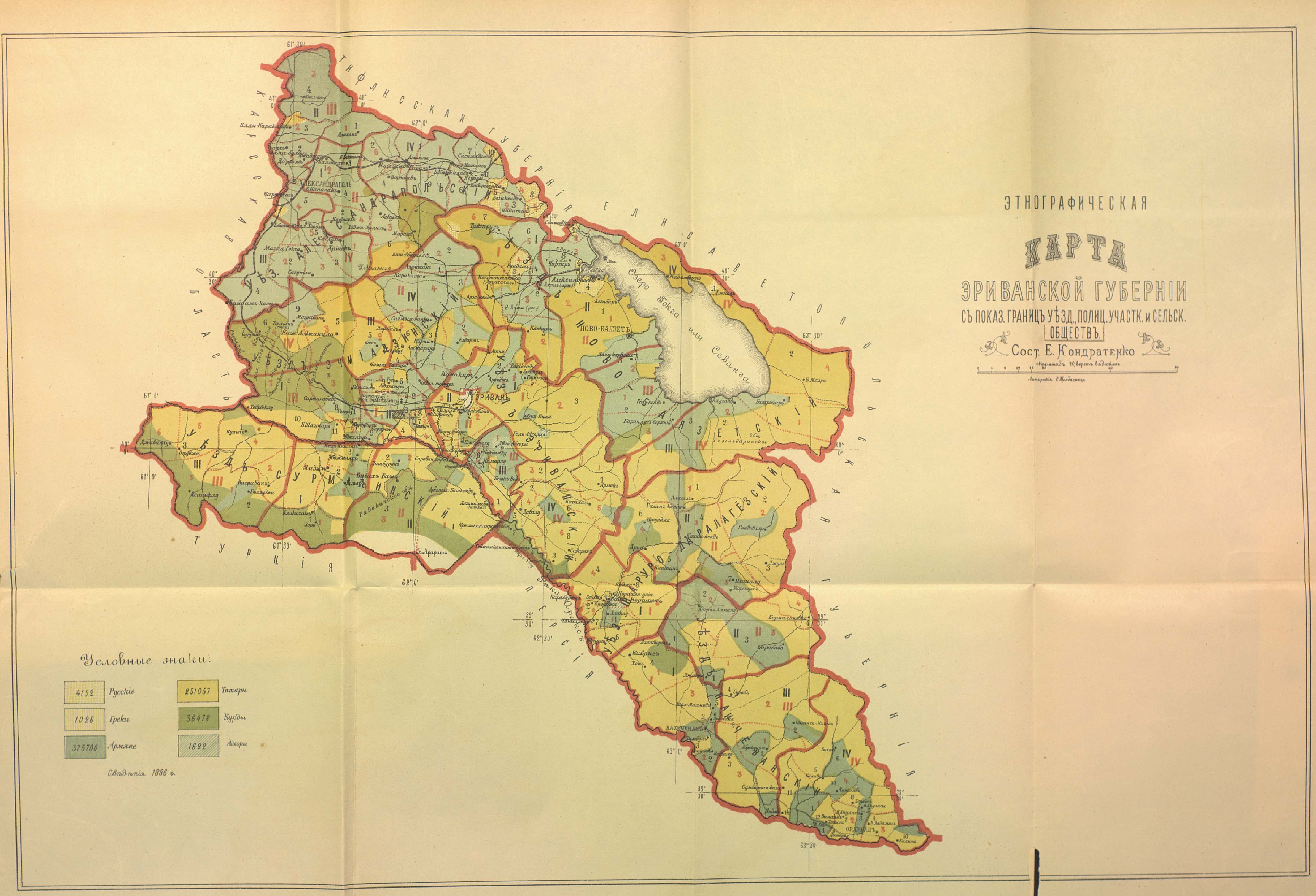
埃里溫省 (1902)

埃里溫省（Эриванская губернія）是俄羅斯帝國的一個省，隸屬於高加索總督區，其範圍為今日亞美尼亞大部、阿塞拜疆的納希切萬和土耳其東北角厄德爾省。成立於1850年，原本是亞美尼亞州。轄七縣。